# Sarah Kim Gries
Sarah Kim Gries (* 3. März 1990 in Siegburg) ist eine deutsche Influencerin,  Autorin und ehemalige Schauspielerin. Bekannt wurde sie durch die Rolle der Vanessa im Kinderfilm Die Wilden Kerle.

## Leben
Als Gries als Teenager für Die Wilden Kerle (DWK) gecastet wurde, war sie ebenso fußballbegeistert wie die Rolle der Vanessa, die sie spielte: Sie wurde deswegen als ideale Besetzung erachtet. 2011 lehnte sie eine Fortsetzung der Schauspielkarriere ab und stand nur noch einmal für die letzte Fortsetzung der DWK-Reihe zur Verfügung. 2022 und 2023 erschienen ihre beiden Kinderbücher.
Gries lernte ihren Ehemann Mitte der 2010er-Jahre in einer Kölner Kneipe kennen, in der beide neben ihren Ausbildungen kellnerten. Sie heirateten 2018 und haben eine Tochter (* 2016) und einen Sohn (* 2020). 2024 zog die Familie von Köln nach Mallorca.

## Filmografie
- 2003: Die Wilden Kerle
- 2003: Geschichten aus der Nachkriegszeit (Fernsehfilm)
- 2005: Die Wilden Kerle 2
- 2006: Die Wilden Kerle 3
- 2007: Die Wilden Kerle 4
- 2008: Die Wilden Kerle 5
- 2008: SOKO München (Fernsehserie, Folge: Fairway to Heaven)
- 2009: SOKO Köln (Fernsehserie, Folge: Todesfahrer)
- 2009: Barfuß bis zum Hals (Fernsehfilm)
- 2011: Bermuda-Dreieck Nordsee (Fernsehfilm)
- 2016: Die Wilden Kerle – Die Legende lebt!

## Synchronisation
- 2006: Das hässliche Entlein und ich … als Jessie

## Werke
- mit Sophie Lucie Herken (Illustratorin): Der kleine Floh kann noch nicht so, 360 Grad Verlag, Leimen 2022, ISBN 978-3-96185-601-5
- mit Sophie Lucie Herken (Illustratorin): Der kleine Floh und der Freundschaftszoo, 360 Grad Verlag, Leimen 2023, ISBN 978-3-96185-604-6

## Auszeichnungen
Für ihre Darstellung der Vanessa in Die wilden Kerle – Alles ist gut, solange du wild bist! wurde sie vom Fachverband der Film- und Musikindustrie Österreichs für einen Undine Award als beste Debütantin nominiert.